# Cantilena (zespół)
Cantilena - Kameralny Chór Męski – zespół założony w 1966 roku we Wrocławiu z inspiracji Marka Zborowskiego. Zespół amatorski, repertuar obejmuje muzykę dawną, patriotyczną, sakralną, XX-lecia międzywojennego, współczesną. Chór nagrał m.in. „Msze renesansowe” Tomasza Szadka i Krzysztofa Borka; płyty z kolędami autorstwa Jana Galla, Stanisława Kwaśnika i Tomasza Flaszy oraz płyta pt. „Hej bracia czy śpicie”, „Polskie Kolędy i Pastorałki”, „Stabat Mater Dolorosa” i „Orzeł Biały”.
Zespół jest wielokrotnym laureatem wielu konkursów festiwalowych.
Chór był nagradzany m.in. na:
- Międzynarodowym Festiwalu Pieśni Chóralnej w Międzyzdrojach (1971);
- Międzynarodowy Konkurs Polifoniczny “Guido D`Arezzo” (1976);
- Ogólnopolskim Turnieju Chórów „Legnica Cantat” (1978);
- Międzynarodowym Festiwalu Muzyki Cerkiewnej w Hajnówce (1984, 1987);
- Festiwalu Miast Hanzeatyckich w Oldenzaal (1988)
- Ogólnopolskim Festiwalu Polskiej Pieśni Chóralnej  w Katowicach (1998);
- Międzynarodowym Festiwalu Chórów Święto Pieśni Ołomuniec (2000);
- Międzynarodowym Festiwalu Muzyki Chóralnej  im. Feliksa Nowowiejskiego w Barczewie (2002);
- Międzynarodowym Festiwalu Chórów i Orkiestr w Pradze (2003);
- Warszawskim Międzynarodowym Festiwalu Chóralnym (2005);
- Międzynarodowym Festiwalu Muzyki Cerkiewnej w Hajnówce (2007);
- Ogólnopolskim Turnieju Chórów „Legnica Cantat” (2008);
- Międzynarodowym Festiwalu Chóralnej Pieśni Maryjnej w Częstochowie (2010).

Kameralny Chór Męski „Cantilena” współpracował z takimi dyrygentami jak: prof. Edmund Kajdasz, prof. Tadeusz Zathey, Krzysztof Teodorowicz. Obecnie dyrygentem i dyrektorem artystycznym „Cantileny” jest Artur Wróbel.
Od 1999 roku Cantilena tworzy cykl koncertowy "Spotkania Muzyczne u Oblatów". Od kwietnia 2011 roku wraz z Agencją Artystyczną Melody współorganizuje Międzynarodowy Festiwal Chórlany "Vratislavia Sacra"
W 2007 chór został odznaczony Srebrnym Medalem „Zasłużony Kulturze Gloria Artis”.